# Benzyna syntetyczna

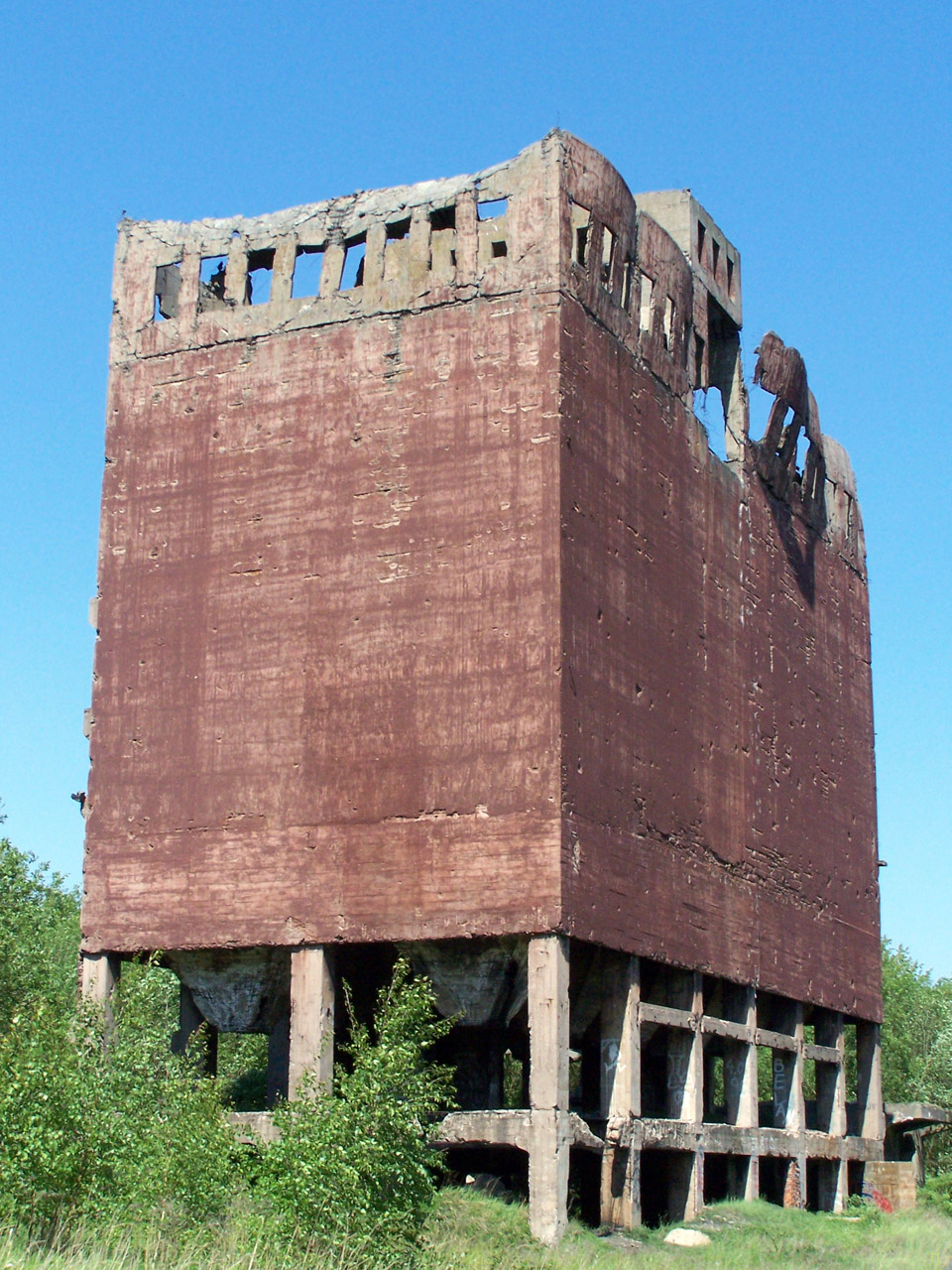
Elewator węglowy niemieckiej fabryki benzyny syntetycznej w Policach na Pomorzu Zachodnim działającej podczas drugiej wojny światowej.

Benzyna syntetyczna – paliwo syntetyczne, rodzaj benzyny otrzymywany w wyniku syntezy chemicznej, o składzie zależnym od surowców wyjściowych i metody otrzymywania. Metodami tymi są:
- kraking wyższych frakcji ropy naftowej w temperaturze 470–520 °C, pod ciśnieniem 25–50 atmosfer[1];
- uwodornienie węgla (rozdrobnionego i zmieszanego z ciężkimi olejami i katalizatorami) pod ciśnieniem 300–700 atm oraz w podwyższonej temp.[1] (metoda Bergiusa) – otrzymane produkty zostają rozdestylowane na frakcje[potrzebny przypis];
- alkilowanie i dimeryzacja gazowych węglowodorów[1];
- synteza Fischera-Tropscha[1].

## Benzyna syntetyczna w czasie II wojny światowej
Badania nad upłynnianiem węgla prowadzono w latach 20. XX wieku w Niemczech, głównie z powodu odcięcia tego kraju po I wojnie światowej od źródeł ropy naftowej. Pierwszy proces upłynniania został wynaleziony przez Franza Fischera i Hansa Tropscha z Instytutu Cesarza Wilhelma. W czasie II wojny światowej był on stosowany do produkcji benzyny na potrzeby zbrojeniowe przez Niemcy i Japonię. W szczytowym okresie produkcji w Niemczech wytwarzano 124 000 baryłek benzyny na dobę, co dało łącznie 6,5 miliona ton w 1944.

## Badania państwowe po II wojnie światowej w USA
Po II wojnie światowej część niemieckich naukowców zajmujących się upłynnianiem węgla zatrudnił rząd Stanów Zjednoczonych w ramach operacji Paperclip. Prace badawcze nad wdrożeniem tej technologii w USA prowadzono od 1944 w ramach Synthetic Liquid Fuels Program. Program ten porzucono w 1955 ze względu na niskie ceny ropy naftowej. Niemniej w ramach tego projektu wybudowano kilka dużych instalacji do procesu Fischera-Tropscha, które istnieją do dzisiaj jako rodzaj rezerwy strategicznej.
Program ten został ponownie uruchomiony w 1979, po wybuchu drugiego kryzysu paliwowego. Powstała wówczas państwowa Synthetic Fuels Corporation, która jednak po paru latach została zlikwidowana, gdy nastąpił spadek cen ropy.
Do idei upłynniania węgla powrócono w USA na początku XXI wieku. Departament Obrony USA rozpoczął w 2000 roku projekt uniezależniania Armii USA od dostaw importowanych paliw. W ramach niego rozwijane są technologie biopaliw oraz produkcji paliw z gazu ziemnego i węgla. Firma Syntroleum zaczęła zaopatrywać NASA i US Air Force w paliwo syntetyczne produkowane w procesie Fischera-Tropscha.

## Współczesna produkcja komercyjna
W 2006 głównym komercyjnym producentem benzyny syntetycznej był koncern Sasol z Republiki Południowej Afryki. Koncern ten posiada fabrykę do produkcji benzyny syntetycznej w miejscowości Secunda w RPA, o zdolności wytwarzania 150 000 baryłek na dobę. Innymi koncernami, które posiadają instalacje do produkcji benzyny syntetycznej są m.in. Shell, ExxonMobil, Statoil, Rentech i Syntroleum.

## Benzyna syntetyczna na terytorium dzisiejszej Polski
W czasie II wojny światowej w Policach działała jedna z największych niemieckich fabryk benzyny syntetycznej, należąca do IG Farben. Fabryka ta popadła w ruinę po zakończeniu wojny. Benzynę syntetyczną produkowano także w Blachowni Śląskiej do 1945.